# Palette (아이유의 음반)
《Palette》(팔레트)는 대한민국의 싱어송라이터 아이유의 네 번째 정규 음반으로, 2017년 4월 21일에 발매되었다. 타이틀곡은 "팔레트 (Feat. G-Dragon)"와 "이름에게"로 두 곡이다. 앨범 발매 이전에 첫 번째 선싱글 "밤편지"가 2017년 3월 24일에 발매되었고 두 번째 선싱글 "사랑이 잘 (With 오혁)"이 2017년 4월 7일에 발매되었다.

## 수록곡
| #            | 제목                                   | 작사                         | 작곡                 | 편곡  | 재생 시간 |
| ------------ | -------------------------------------- | ---------------------------- | -------------------- | ----- | --------- |
| 1.           | 〈이 지금〉                            | 아이유                       | 김제휘               | 2:56  |           |
| 2.           | 〈팔레트〉 (Feat. G-DRAGON of BIGBANG) | 아이유 (랩 메이킹: 지드래곤) | 아이유               | 3:37  |           |
| 3.           | 〈이런 엔딩〉                          | 아이유                       | 샘 김                | 4:09  |           |
| 4.           | 〈사랑이 잘〉 (With 오혁)              | 아이유, 오혁                 | 이종훈, 아이유, 오혁 | 3:15  |           |
| 5.           | 〈잼잼〉                               | 선우정아, 아이유             | 선우정아             | 3:38  |           |
| 6.           | 〈Black Out〉                          | 아이유                       | 이종훈               | 3:47  |           |
| 7.           | 〈마침표〉                             | 아이유                       | 손성제               | 3:56  |           |
| 8.           | 〈밤편지〉                             | 아이유                       | 김제휘, 김희원       | 4:13  |           |
| 9.           | 〈그렇게 사랑은〉                      | 이병우                       | 이병우               | 4:41  |           |
| 10.          | 〈이름에게〉                           | 아이유, 김이나               | 이종훈               | 4:49  |           |
| 총 재생 시간 | 총 재생 시간                           | 총 재생 시간                 | 총 재생 시간         | 39:01 |           |

굵은 글씨는 선공개곡이다.

### 영상
- "밤편지" MV - 유튜브
- "팔레트 (Feat. G-DRAGON)" MV - 유튜브
- "이런 엔딩" MV - 유튜브
- 앨범 티저 1 - 유튜브
- 앨범 티저 2 - 유튜브